# Luvwinkel

Driftwinkel

Der Luvwinkel oder Vorhaltewinkel, engl. Wind Correction Angle WCA, ist der Korrekturwinkel für ein Fahrzeug, um einen vorgegebenen Kurs einzuhalten. Meist entspricht ihm der Driftwinkel, in der Zeichnung als DA bezeichnet.
In der Abbildung driftet ein Flugzeug nach Lee. Um die Abdrift zu stoppen, dreht der Pilot das Flugzeug nach Luv. Wenn er den Kursfehlerwinkel TKE auf Null reduziert, hält er Kurs. Dann sind Driftwinkel und Luvwinkel identisch. Die konstante Abweichung zum Kartenkurs heißt Querabweichung XTK.
Bei Fahrzeugen auf dem Boden spricht man vom Rutschwinkel (engl. slip angle). 